# 什利亞霍韋 (克吉奇夫卡區)
49°22′3″N 35°50′5″E / 49.36750°N 35.83472°E
什利亞霍韋（烏克蘭語：Шляхове），是烏克蘭東部的村莊，隸屬哈爾科夫州的別列斯京區。該村始建於1802年，面積2.63平方公里，海拔高度173米，2001年人口644，人口密度每平方公里244.7人。